# Пеляки (Свентокшиське воєводство)
Пеляки (пол. Pielaki) — село в Польщі, у гміні Мнюв Келецького повіту Свентокшиського воєводства.
Населення — 111 осіб (2011).
У 1975-1998 роках село належало до Келецького воєводства.

## Демографія
Демографічна структура на день 31 березня 2011 року:
|          | Загалом | Допрацездатний вік | Працездатний вік | Постпрацездатний вік |
| -------- | ------- | ------------------ | ---------------- | -------------------- |
| Чоловіки | 47      | 9                  | 31               | 7                    |
| Жінки    | 64      | 13                 | 34               | 17                   |
| Разом    | 111     | 22                 | 65               | 24                   |